# سیارک ۱۰۹۵۳
سیارک ۱۰۹۵۳ (به انگلیسی: 10953 Gerdatschira، نامگذاری:4276P-L) ده هزار و نهصد و پنجاه و سومین سیارک کشف شده‌است که در ۲۴ سپتامبر ۱۹۶۰ کشف شد.